# Limonia syrma
Limonia syrma är en tvåvingeart som beskrevs av Alexander 1978. Limonia syrma ingår i släktet Limonia och familjen småharkrankar. Inga underarter finns listade i Catalogue of Life.